# Первапорация
Первапорация — технология разделения жидких смесей различных веществ, при которой поток жидкости, содержащей два или более смешивающихся компонента, помещён в контакт с одной стороны с непористой полимерной мембраной или молекулярно-пористой неорганической мембраной (типа цеолитной мембраны), в то время как с другой стороны используется вакуумная или газовая продувка. Компоненты жидкого потока абсорбируются в/на мембране, проникают через мембрану, и испаряются в паровую фазу (откуда и образуется слово англ.: pervaporate). Образующийся пар, названный «пермеатом», конденсируется. Вследствие различных видов питающих смесей, имеющие различные сродства к мембране и различные скорости диффузии через мембрану, даже компонент, находящийся в малой концентрации в питающей среде, может быть обогащён с высокой степенью в пермеате. Таким образом, состав растворенного вещества может сильно отличаться от того, что находится в виде пара, образующегося после развития свободного равновесия жидкость-пар. Коэффициенты обогащения, степень пермеирования концентрации питающей смеси находятся в диапазоне от единиц до нескольких тысяч, в зависимости от состава, мембраны и условий процесса.

## Преимущества
- Первапорация отличается относительно низким удельным энергопотреблением по сравнению с мембранными технологиями, использующими пористые мембраны.
- Разделение идёт на молекулярном уровне, что повышает избирательность.

## Применение
- Дегидратация растворителей, в первую очередь азеотропных смесей этанол/вода и изопропанол/вода.
- Выделение органических соединений (биоэтанола, биобутанола и др.) из ферментационных сред.
- Удаление реакционно образуемой воды в процессах этерификации.
- Удаление органических загрязнителей из промышленных сточных вод.